# Aksoy
Aksoy ist ein türkischer Familienname. Deutsche Übersetzung: „Weiße Sippe“.

## Namensträger

### Familienname
- Altan Aksoy (* 1976), türkischer Fußballspieler
- Asuman Aksoy, türkisch-amerikanische Mathematikerin und Hochschullehrerin
- Cüneyt Aksoy (* 1977), deutsch-türkischer Basketballspieler
- Engin Can Aksoy (* 2003), türkischer Fußballspieler
- Erol Aksoy (* 1946), türkischer Unternehmer
- Faruk Aksoy (* 1964), türkischer Filmregisseur und -produzent
- Fatih Aksoy (* 1997), türkischer Fußballspieler
- Hatice Aksoy-Woinek (* 1968), türkisch-deutsche Pädagogin und Autorin
- İhsan Aksoy (1944–2017), türkisch- und kurdischsprachiger Autor in Deutschland
- Lütfü Aksoy (1911–1998), türkischer Fußballspieler
- Mehmet Aksoy (* 1939), türkischer Bildhauer
- Merve Aksoy (* 1994), deutsch-türkische Schauspielerin und Filmemacherin
- Mustafa Aksoy (* 1942), türkischer Fußballspieler
- Ramazan Aksoy (* 1990), türkischer Fußballspieler
- Saadet Işıl Aksoy (* 1983), türkische Schauspielerin
- Sefa Aksoy (* 1989), türkischer Fußballspieler
- Taşkın Aksoy (* 1967), türkischer Fußballspieler
- Tayfun Aksoy (* 1994), belgisch-türkischer Fußballspieler
- Tuncay Aksoy (* 1979), türkischer Fußballspieler